# Puntos cocíclicos
Los puntos cocíclicos (o concíclicos) son aquellos que pertenecen a una misma circunferencia.
Dos puntos siempre son cocíclicos (caso trivial). Tres puntos siempre serán cocíclicos excepto en el caso de que estén alineados.  En el caso de cuatro puntos M, N, P,Q, serán cocíclicos sólo si los ángulos  <QMN y <NPQ son suplementarios.Por tal razón,todos los rectángulos son concíclicos
Cuando cuatro puntos son cocíclicos forman un cuadrilátero cíclico, y tales cuadriláteros tienen muchas propiedades notables.

## Propiedades de puntos cocíclicos
Un segmento cuyos extremos estén en una circunferencia se llama cuerda de éste.
Si <ABC> es el ángulo algebraico entre los vectores BA y BC.
Teorema 1: Ángulo al centro
Sean A, B y C tres puntos cocíclicos, y O el centro de la circunferencia que pasa por A, B y C (O es el circuncentro, o centro de la circunferencia circunscrita al triángulo).
Entonces, si C y O están del mismo lado de la cuerda AB, el ángulo en O de <AOB> es el doble del ángulo en C de <ACB>.
Si C cruza la cuerda, su ángulo se cambia por su suplementario.
Prueba:
Al completar la figura con el segmento [OC] se obtiene tres triángulos isósceles: AOB, AOC y BOC, porque OA = OB = OC (radio de la circunferencia). Considerando ABC, se da la igualdad 2α + 2β + 2γ = π (radios).
Ángulo en C = (α + β) por una parte, y por otra parte: ángulo en O de <AOB> = π - 2γ  = 2α + 2β (triángulo ABC) = 2(α + β) = 2 ángulo en C.
En el segundo caso, ángulo en C' = α + β, y 2α + 2β + 2γ = 2π (en el cuadrilátero OAC'B) lo que da al dividir por 2: ángulo en C' = π - γ, que es el suplementario del ángulo en C = γ.
Primera consecuencia:
Teorema 2:
En un cuadrilátero inscrito en una circunferencia, los ángulos opuestos son suplementarios.
Basta con tomar las diagonales como cuerdas, y aplicar el teorema precedente.
Segunda consecuencia:
Teorema 3: Ángulo constante

Los ángulos en C y en D son iguales.

Sean A, B, C y D cuatro puntos cocíclicos, colocados en este orden en la circunferencia. Entonces tenemos la igualdad de ángulos: ángulo en C = ángulo en D
Prueba: Ambos ángulos miden el doble del ángulo en el centro O del triángulo <AOB>.
Dicho de otro modo, si se considera la cuerda [AB], y un punto móvil que recorre la circunferencia quedándose del mismo lado con relación a [AB], entonces el ángulo en M es constante. Se dice que se ve [AB] desde M bajo un ángulo constante.
Tomando otra cuerda, se obtiene otra igualdad: por ejemplo, con [BC]: ángulo en A de <BAC> = ángulo en D de <BDC>
Una aplicación de todos estos teoremas se encuentra en la demostración relativa a la recta de Simson.